# World Series 1960
Die World Series 1960 war die 59. Auflage des Finals der Major League Baseball. Es standen sich die Meister der American League, die New York Yankees, und der Champion der National League, die Pittsburgh Pirates, gegenüber. Die Best-Of-Seven-Serie startete am 5. Oktober und endete nach sieben Spielen am 13. Oktober 1960. Sieger nach sieben Spielen wurden die Pittsburgh Pirates, die damit ihre dritte World Series gewinnen konnten.
Obwohl die Yankees die Serie verloren, erzielten sie 55 Runs, die meisten Runs eines Teams in der Geschichte der World Series und mehr als doppelt so viele wie die Pirates, die 27 erzielten.
Als MVP der Serie wurde Bobby Richardson, Second Baseman der Yankees, ausgezeichnet. Das einzige Mal in der Geschichte, dass diese Auszeichnung an ein Mitglied des Verlierer-Teams vergeben wurde, da die Regeln zu diesem Zeitpunkt anders waren. Die Stimmen mussten bis zum Beginn des 8. Innings von Spiel 7 abgegeben werden. Zu diesem Zeitpunkt lagen die Yankees in Führung und es war das erste Mal seit der Einführung der MVP-Auszeichnung im Jahr 1955, dass das Team, das zu diesem Zeitpunkt in Führung lag, nicht den Sieg davontrug.

## Übersicht der Spiele
| Spiel | Datum       | Gast               | Score | Heim               | Score | Gesamtstand (NYY-PIT) | Ballpark       | Zuschauer |
| ----- | ----------- | ------------------ | ----- | ------------------ | ----- | --------------------- | -------------- | --------- |
| 1     | 5. Oktober  | New York Yankees   | 4     | Pittsburgh Pirates | 6     | 0–1                   | Forbes Field   | 36.676    |
| 2     | 6. Oktober  | New York Yankees   | 16    | Pittsburgh Pirates | 3     | 1–1                   | Forbes Field   | 37.308    |
| 3     | 8. Oktober  | Pittsburgh Pirates | 0     | New York Yankees   | 10    | 2–1                   | Yankee Stadium | 70.001    |
| 4     | 9. Oktober  | Pittsburgh Pirates | 3     | New York Yankees   | 2     | 2–2                   | Yankee Stadium | 67.812    |
| 5     | 10. Oktober | Pittsburgh Pirates | 5     | New York Yankees   | 2     | 2–3                   | Yankee Stadium | 62.753    |
| 6     | 12. Oktober | New York Yankees   | 12    | Pittsburgh Pirates | 0     | 3–3                   | Forbes Field   | 38.580    |
| 7     | 13. Oktober | New York Yankees   | 9     | Pittsburgh Pirates | 10    | 3–4                   | Forbes Field   | 36.683    |